# Cryptantha propria
Cryptantha propria là loài thực vật có hoa trong họ Mồ hôi. Loài này được (A.Nelson & J.F.Macbr.) Payson mô tả khoa học đầu tiên năm 1927.